# Цілинна ділянка вздовж залізниці (між ст. «Пришиб» і «Бурчак»)
Цілинна ділянка вздовж залізниці — ботанічний заказник місцевого значення. Об'єкт розташований на території Михайлівського району Запорізької області, між залізничими станціями «Пришиб» і «Бурчацьк».
Площа — 25 га, статус отриманий у 1980 році.
Статус надано з метою збереження місць зростання лікарських рослин. Охороняється цілинна ділянка вздовж залізниці, де зростає полин, пижмо та деревій.